# ديمتري بيسكوف
ديمتري بيسكوف (بالروسية: Дмитрий Сергеевич Песков)‏ (و. 1967 – م) هو دبلوماسي، وسياسي من الاتحاد السوفيتي، روسيا . ولد في موسكو .

## التعليم
تعلم في جامعة موسكو الحكومية.

## جوائز وترشيحات
حصل على جوائز منها:
- ميدالية النجمة البرونزية
- Order of Friendship.

## روابط خارجية
- ديمتري بيسكوف على موقع IMDb (الإنجليزية)
- ديمتري بيسكوف على موقع كينوبويسك (الروسية)